# Váradi Gergely
Váradi Gergely (Budapest, 1996. január 25. –) magyar színész.

## Életpályája
Tatabányán nőtt fel. 10 éves korában bekerült a Novák Eszter által rendezett A szecsuáni jólélek előadásba. 2016-ban a debreceni Ady Endre Gimnáziumban érettségizett. 2016-2021 között a Színház- és Filmművészeti Egyetem hallgatója volt, ahol Pelsőczy Réka és Rába Roland osztályában végzett. 2021-225 között szabadúszó. 2025-től a Loupe Színházi Társulás tagja.

## Színházi szerepei
| Előadás                   | Szerep          | Rendező                          | Színház/Társulat            | Év   |
| 4:12                      | Nick            | Horváth János Antal              | Loupe                       | 2024 |
| Kulcs                     | Bence           | Juhász Maja és Zilahy Anna       | Trafó                       | 2024 |
| Eurüdiké                  | Orfeusz         | Csehi Rebeka                     | FreeSzFE                    | 2024 |
| Gianni                    | Gianni Schicchi | Sándor Dániel Máté               | Theater Tri-Buhne Stuttgart | 2023 |
| 100Songs                  | színész         | Bagossy László és Sándor d. Máté | Theater Tri-Buhne Stuttgart | 2023 |
| Eltűntek                  | Edgar/Rainer    | Dohy Balázs                      | Szkéné Színház              | 2023 |
| Bűn és bűnhődés           | Raszkolnyikov   | Varsányi Péter                   | Budaörsi Latinovits Színház | 2023 |
| Dzsanni                   | Gianni Schicchi | Sándor Dániel Máté               | BudapestiSkizo Egyesület    | 2022 |
| Picasso                   | színész         | Ördög Tamás                      | Dollár Papa Gyermekei       | 2022 |
| Caligula                  | Júdás           | Samudowski Adrián                | FreeSzFE                    | 2021 |
| Budapesti Skizo           | Ervin           | Sándor Dániel Máté               | SZFE                        | 2021 |
| Lady Chatterley szeretője | Michaelis       | Ördög Tamás                      | Dollár Papa Gyermekei       | 2021 |
| Hedda Gabler szkeccsek    | Eilert Lövborg  | Szász János                      | Ódry Színpad                | 2020 |
| Kurázsi és gyermekei      | színész         | Kovács D. Dániel                 | Narratívav Társulat         | 2020 |
| Angyalok Amerikában       | Joe Pitt        | Ördög Tamás                      | Ódry Színpad                | 2020 |
| A háromfejű király        | Király          | Kenéz Henrik Ágoston             | Jurányi                     | 2019 |
| Szürke galamb             | színész         | Gothár Péter                     | Katona József Színház       | 2019 |
| Az ügy                    | színész         | Ascher Tamás                     | Katona József Színház       | 2018 |

## Filmes és televíziós szerepei
- Guerilla (2019) ...Barnabás
- Hajszálrepedés (2021)
- Kilakoltatás (2022) ...Karesz
- A besúgó (2022) ...Demeter Geri
- Mesterjátszma (2023) ...István